# Scott Joplin
Scott Joplin (Texarkana, tra il luglio 1867 e il gennaio 1868 – New York, 1º aprile 1917) è stato un compositore e musicista statunitense.
Tra i più prominenti compositori americani del XX secolo, Joplin è noto per aver stabilito i canoni musicali del genere ragtime, meritandosi così il soprannome di "King of Ragtime" (Il re del Ragtime).
Durante la sua vita Joplin ha composto più di 40 opere ragtime, genere che lui considerava a tutti gli effetti una forma di musica classica eseguibile in sale da concerto e non nei locali cittadini, come era solito accadere.

## Biografia

### Primi anni
Joplin nacque in Texas, secondo alcuni vicino a Linden e secondo altre fonti a Texarkana, da Giles Joplin, un ex schiavo che lavorava come operaio, e da Florence Givins, che guadagnava qualche soldo come donna delle pulizie; Joplin era il secondo di sei figli. Tradizionalmente si riteneva che la sua data di nascita fosse il 24 novembre 1868, ma Edward Berlin, biografo dell'artista, ha dimostrato che questa data non è esatta; si sa invece, dal censimento statunitense del 1870, che Joplin nacque tra il 19 luglio 1867 e metà gennaio 1868.
Dopo il 1872 la famiglia Joplin si trasferì a Texarkana, in Texas. Si dice che ebbe le prime occasioni di suonare il pianoforte nelle case di ricchi bianchi dove lavorava sua madre, che attorno al 1882, viste le sue attitudini, gliene comprò uno.
Dato il suo talento naturale, un insegnante di musica di origini tedesche di nome Julius Weiss, che l'aveva notato in un locale, gli offrì delle lezioni gratuite di piano, dandogli una conoscenza sfaccettata delle forme classiche della musica europea, il che avrebbe influenzato le sue composizioni: i suoi ragtime, infatti, pur presentando melodie e accompagnamenti abbondantemente fioriti con alterazioni, rimangono tutto sommato nell'ambito della musica classica (numero di battute per i periodi conforme ai canoni, conclusioni sempre nell'accordo della tonica). Negli anni '80 del XIX secolo, trasferitosi a Sedalia (Missouri), studiò composizione presso il George Smith College.
Lasciata la casa materna e partecipato ad alcuni gruppi musicali viaggiando per il Midwest, 1891 tornò a Texarkana dove fu membro di una compagnia minstrel; nel 1895, a Syracuse (New York), suonando con il suo gruppo Texas Medley Quartette impressionò diversi impresari che lo aiutarono a pubblicare le sue prime due composizioni: Please Say You Will e A Picture of Her Face.
Da sempre legato a Sedalia, vi tornava spesso e vi si trasferì nel 1894 a lavorare come pianista nei club Maple Leaf e Black 400.

### Successo
Joplin aveva ormai alle spalle diverse composizioni pianistiche: due canzoni, due marce, un valzer (questi ultimi tre nel 1896); il suo primo vero pezzo ragtime, intitolato Original Rags, tratto da altri brani e opportunamente sincopato e armonizzato grazie anche all'aiuto di altri musicisti, fu pubblicato nel 1898.
Ma il suo vero successo fu Maple Leaf Rag (Ragtime della foglia d'acero), pubblicato nel 1899; l'editore, John Stark & Son, gli accordò un centesimo di dollaro a spartito e dieci spartiti gratis, il che per il compositore significò, come è stato successivamente appurato, un guadagno di 360 dollari l'anno per il resto della vita. Maple Leaf Rag, essendo piuttosto complesso da eseguire, nei primi tempi non vendette molto, ma in seguito la crescente popolarità del pezzo fece schizzare gli acquisti (almeno un buon mezzo milione di copie entro il primo decennio del Novecento). Si può davvero dire che fu questo pezzo a segnare l'ascesa di Scott e, di riflesso, di tutto il genere ragtime.

### I matrimoni
Joplin si sposò tre volte, la prima con Belle Jones, cognata del suo collaboratore Scott Hayden, una donna poco interessata alla musica. Da lei ebbe una bambina morta in fasce. Questa tragedia minò la coppia, e il matrimonio finì nel 1904.
Poco dopo il divorzio si risposò con Freddie Alexander, una donna molto più giovane di lui (era nata nel 1884). Freddie morì a vent'anni, appena due mesi dopo le nozze, per complicanze seguite a un raffreddore. La prima opera depositata dopo la sua morte, Bethena (1905), è un complesso valzer ragtime in varie parti.
Nel 1909 incontrò e si unì in terze nozze con Lottie Stokes, una donna che a differenza di Belle comprese e assecondò le ambizioni del marito.

### Gli ultimi successi e la malattia
Con molto duro lavoro produsse l'opera teatrale Treemonisha. Questo lavoro fu respinto severamente dagli editori ai quali Joplin si era rivolto. Lo spartito per canto e pianoforte, che non doveva essere destinato alle scene, fu pubblicato dallo stesso autore a proprie spese. Il lavoro comunque fu totalmente ignorato e solo dopo la sua morte, nel 1976, gli valse il Premio Pulitzer. Lo spartito di un'altra opera, in stile ragtime, intitolata A Guest of Honor, fu distrutto dallo stesso autore.
Joplin avrebbe voluto sperimentare ancora con composizioni come Treemonisha, ma nel 1916 cominciarono a manifestarsi fastidiosi effetti della sifilide, contratta un paio di decenni prima: demenza, paranoia, paralisi e altri problemi lo tormentarono. Riuscì comunque a incidere sul piano meccanico sei delle sue composizioni (Maple Leaf Rag, Something Doing, Magnetic Rag, Ole Miss Rag e Pleasant Moments). Queste registrazioni sono le uniche sue in nostro possesso: da esse si deduce che Joplin voleva suonare i suoi brani a velocità sostenuta e aggiungerci numerosi abbellimenti. Le registrazioni sono piuttosto irregolari e questo ha fatto pensare fosse per via del suo stato psicofisico, ma è altresì probabile che questa irregolarità sia frutto della tecnologia usata, tutt'altro che avanzata.

### Morte
A metà gennaio 1917 Joplin venne ricoverato al Manhattan State Hospital di New York: si racconta che avesse improvvisi sprazzi di lucidità durante i quali scribacchiava furiosamente su dei pentagrammi qualche serie di note per poi tornare semincosciente. Morì il 1º aprile 1917. Poiché il ragtime era stato ormai surclassato dalla musica jazz e l'ingresso degli Stati Uniti nella prima guerra mondiale era alle porte, i giornali non parlarono della sua morte. Venne sepolto al St. Michael's Cemetery, nella sezione Astoria della zona di Queens.
Il brano Reflection Rag fu pubblicato postumo nel 1917 da Stark, che lo trasse da un manoscritto di alcuni anni prima.

### Fortuna postuma
Tutti gli spartiti rimasti di Scott Joplin, comprese le composizioni mai pubblicate, vennero affidati in lascito al musicista e compositore Wilber Sweatman, amico di Joplin e suo esecutore testamentario, che conservò le carte non negandone la visione a chi lo richiedeva. La mole di queste carte era esigua, per via del progressivo calo di popolarità del ragtime (per lo stesso motivo, unito al fatto che gli Stati Uniti stavano per entrare nella prima guerra mondiale, i giornali non parlarono della morte di Scott Joplin). Alla morte di Sweatman (1961), le carte finirono in un deposito a causa dei litigi tra i suoi eredi; non si sa se esistano ancora.
Nel 1971 fu ritrovata una copia per piano meccanico, data 1914 circa, del perduto Silver Swan Rag, mai pubblicato come spartito durante la vita del compositore.
Nel 1974 Kenneth MacMillan creò un balletto per il Royal Ballet, chiamato Elite Syncopations, basato su brani di Joplin, Max Morath e altri. È ancora rappresentato occasionalmente.
Sempre nel 1974 l'adattamento di Marvin Hamlisch del rag The Entertainer utilizzato per il film La stangata (ambientato negli anni trenta, ben dopo l'era del ragtime), raggiunse il numero 3 della classifica "Hot 100" della rivista statunitense Billboard Magazine. Il successo ravvivò l'interesse per Joplin e il ragtime, e si assistette a una breve stagione di nuove uscite discografiche in questo stile.
Il successo fu tale che The Entertainer, superò in popolarità addirittura il Maple Leaf Rag, il più grande successo di Joplin fino ad allora.
Alcuni di questi dischi "neojopliniani" risultarono piuttosto interessanti, come Gatsby's World/Turned-On Joplin (un disco che contiene interpretazioni di ragtime classici eseguiti al sintetizzatore), o The Easy Winners, un'esecuzione di brani di Joplin eseguiti a duetto dal violinista Itzhak Perlman e dal pianista André Previn; quest'ultimo disco, molto originale rispetto agli spartiti di Joplin e che univa un buon ragtime con un'ottima esecuzione, spinse molti critici a rivalutare le potenzialità che avrebbe potuto avere il ragtime.
Scott Joplin ha una stella sulla St. Louis Walk of Fame.

## La musica di Joplin

### Lo stile
Le musiche di Scott Joplin hanno tutte uno spiccato carattere sincopato; alterazioni transitorie, accordi di settima e diminuiti sono rintracciabili pressoché ovunque nei suoi spartiti.
Lo schema tematico utilizzato è quello tipico del ragtime: AA BB A CC DD, con un'eventuale introduzione e talvolta qualche transizione tra un tema e l'altro.

### Composizioni

#### Tuttora esistenti
- A Picture of Her Face
- Please Say You Will
- Combination March
- Harmony Club Waltz
- The Great Crush Collision March
- Maple Leaf Rag
- Original Rags
- Swipesy
- Augustan Club Waltz
- Peacherine Rag
- Sunflower Slow Drag
- The Easy Winners
- A Breeze From Alabama
- Cleopha
- Elite Syncopations
- I Am Thinking of My Pickanniny Days
- March Majestic
- The Entertainer
- The Ragtime Dance
- The Strenuous Life
- Little Black Baby
- Palm Leaf Rag
- Something Doing
- Weeping Willow
- Cascades
- The Chrysanthemum
- The Favorite
- The Sycamore
- Bethena
- Binks' Waltz
- Leola
- Sarah Dear
- The Rose-bud March
- Antoinette
- Eugenia
- The Ragtime Dance
- Gladiolus Rag
- Heliotrope Bouquet
- Lily Queen
- The Nonpareil
- Rose Leaf Rag
- Searchlight Rag
- When Your Hair Is Like the Snow
- Fig Leaf Rag
- Pine Apple Rag
- School of ragtime
- Sugar Cane
- Country Club
- Euphonic Sounds
- Paragon Rag
- Pleasant Moments
- Solace
- Wall Street Rag
- Stoptime Rag
- Felicity Rag
- Treemonisha
- Kismet Rag
- Magnetic Rag
- Reflection Rag
- Silver Swan Rag

#### Perdute
- A Blizzard (1901)
- A Guest of Honor (Opera) (1903)
- Dude's Parade (da A.G.O.H.) (1903)
- Patriotic Patrol (da A.G.O.H.) (1903)
- You Stand Good With Me, Babe (1905)
- Morning Glories (1915?)
- For the Sake of All (1915?)
- Syncopated Jamboree (Stage Presentation) (1915?)
- Pretty Pansy Rag (1915?)
- Recitative Rag (1915?)
- If (Musical Comedy) (1916?)
- Symphony No. 1 (1916?)
- Piano Concerto (1916?)

### Rulli per pianoforte meccanico
- Maple Leaf Rag [Connorized 10265] (4/1916)
- Magnetic Rag [Connorized 10266] (4/1916)
- Weeping Willow [Connorized 10277] (5/1916)
- Something Doing [Connorized 10278] (5/1916)
- Maple Leaf Rag [Uni-Record melody 202705] (6/1916)
- Ole Miss Rag [di W.C. Handy (e Scott Joplin?)] [Connorized 10304] (6/1916)

## Filmografia
La vita di Joplin fu trasposta in un omonimo film del 1977 diretto da Jeremy Kagan con Billy Dee Williams nel ruolo di protagonista; la pellicola fu prodotta dalla Motown Films originariamente per essere trasmessa in tv, ma fu poi distribuita nelle sale cinematografiche dalla Universal.